# Республіка Філіппіни (1899—1901)
Перша Філіппінська республіка (офіційно називалася Філіппінська республіка; ісп. República Filipina, філ. Republika ng Pilipinas. також відома як Малолоська республіка) — короткочасна невизнана держава на території Філіппін, що виникла внаслідок Філіппінської революції.

## Стислі відомості
Створення республіки стало кульмінацією Філіппінської революції і почалося по вибуху іспано-американської війни. 12 червня 1898 року в Кавіте, рідній провінції Еміліо Агінальдо, філіппінські революціонери опублікували текст Декларації незалежності Філіппін, який проголошував створення незалежної філіппінської держави. 15 вересня революціонери скликали в Малолосі установчі збори, які прийняли проєкт так званої «Малолоської конституції». Конституція була офіційно утверджена в січні 1899-го, першим президентом республіки оголошений Еміліо Агінальдо. Установчі збори замінив собою тимчасовий революційний уряд, проголошений до цього Еміліо Агінальдо.
На Філіппінах планувалося в стислі терміни реорганізувати системи провінційної і муніципальної влади. Малолоські установчі збори прийняли також важливий закон про надання уряду кредитів, щоби збалансувати великі витрати Філіппінської республіки.
Після того, як 12 червня 1898 року було опубліковано Декларацію незалежності Філіппін, Філіппінську революційну армію перейменували в Філіппінську армію. Тоді ж у Малолосі заснували Філіппінську військову академію.

## Американо-філіппінська війна
10 грудня 1898 року іспано-американська війна завершилася підписанням Паризького мирного договору, що передбачав передачу іспанських колоній Сполученим Штатам як рішення територіальної суперечки між державами. США негайно направили на Філіппіни додаткові війська, маючи на меті зайняти Манілу. Філіппінська армія вступила з ними в протистояння. У той же день президент Еміліо Агінальдо заявив: «Дружні відносини між Філіппінами і США припинено, американці відтепер розглядаються як вороги». Внаслідок другої битви за Манілу філіппінська армія була змушена зрештою залишити місто. 31 березня американці зайняли Малолос — первісну столицю Філіппінської республіки, це місто було спалено відступаючою філіппінською армією. Агінальдо і члени уряду республіки переїхали в Сан-Ісідро.
Після невдалих перемовин з американцями в квітні-травні 1899 року, і захоплення американською армією Сан-Ісідро уряд Філіппінської республіки евакуювався спочатку в Бамбан, потім в Тарлак. 7 травня багато представників «партії війни» в уряді були звільнені і замінені міністрами, які більш прагнули мирного врегулювання. 13 листопада американці взяли штурмом Тарлак, в який втік Агінальдо. У той же день на зустрічі зі своїми прихильниками в Баямбангу Агінальдо віддав розпорядження про реорганізацію армії і початок партизанської війни. Вплив Агінальдо і його армії став слабшати — він не міг більше робити великомасштабних військових операцій. Агінальдо разом зі своїми прихильниками 15 листопада рушив в напрямку півночого заходу, маючи намір перетнути гори.
20 березня 1901 року Агінальдо був полонений американськими військами в Паланані. 1 квітня він склав присягу на вірність Сполученим Штатам, оголосив про ліквідацію Філіппінської республіки і визнання американського суверенітету над Філіппінами. Незабаром американські війська зайняли — відповідно до Паризького договору — всю територію Філіппінських островів, остаточно поклавши край існуванню Першої Філіппінської республіки.